# 橘裕
橘 裕（たちばな ゆたか、12月28日 - ）は、日本の漫画家。女性。静岡県出身。血液型はO型。代表作は『もしかしてヴァンプ』『人形師の夜』。
デビュー当初はファンタジーをよく描いたが、高校で働く保健医をヒロインにした『Honey』、白泉社の「ヤングアニマル嵐」に連載の『だって愛だもん』など、ロリポップ調のラブコメディにシフトしてきている。
趣味は猫と映画鑑賞。巻末おまけコーナー「橘の言いたい放題」で、お笑い番組を好んで観ていると書いている。

## 作品リスト
- 妖気にカーニバルナイト（白泉社、花とゆめコミックス、全1巻）
- もしかしてヴァンプ（花とゆめコミックス全10巻、白泉社文庫全5巻）
- はじまりの呪文（花とゆめコミックス、全1巻）
- ホット・ステップ（花とゆめコミックス、全1巻）
- 冬の牙（花とゆめコミックス、全1巻）
- 刻の聖獣（花とゆめコミックス、全2巻）
- 人形師の夜（花とゆめコミックス全6巻、白泉社文庫全3巻）
- 渡辺さん家の一家言（花とゆめコミックス、2007年10月現在 既刊1巻）
- フェアリー・マスター（花とゆめコミックス、全1巻）
- だって愛だもん（白泉社、ジェッツコミックス、全1巻）
- Honey（花とゆめコミックス、全9巻）
- ガッチャガチャ（花とゆめコミックス、全8巻）
- ご主人様とアタシ（花とゆめコミックス、全1巻）
- 桃子マニュアル（花とゆめコミックス、全1巻）
- かな、かも。（花とゆめコミックス、全4巻）
- うちのポチの言うことには（花とゆめコミックス、全8巻）
- 眠れない夜のおはなし（花とゆめコミックス、全1巻）
- 秘密のサイコさん（コンパスコミックス、全4巻）